# Mangulile (ort)
Mangulile är en ort i Honduras.   Den ligger i departementet Departamento de Olancho, i den centrala delen av landet, 120 km norr om huvudstaden Tegucigalpa. Mangulile ligger 1 099 meter över havet och antalet invånare är 1 263.
Terrängen runt Mangulile är lite bergig. Runt Mangulile är det ganska tätbefolkat, med 70 invånare per kvadratkilometer. Det finns inga andra samhällen i närheten.  